# Бабай-Бокс
Бабай-Бокс (серб. Бабај Бокс, Babaj Boks; алб. Babaj i Bokës) — село в общине Джяковица в исторической области Метохия. С 2008 года находится под контролем частично признанной Республики Косово.
Согласно административно-территориальному делению Республики Косово, село Керет является отдельным населённым пунктом, в то время как власти Сербии рассматривают его как часть села Бабай-Бокс.

## Административная принадлежность
| Сербская позиция                                                                    | Албанская позиция                                               |
| ----------------------------------------------------------------------------------- | --------------------------------------------------------------- |
| входит в общину Джяковица Печского округа автономного края Косово и Метохия, Сербия | входит в общину Джяковица Джяковицкого округа Республики Косово |

## Население
Согласно переписи населения 1981 года, в селе проживало 700 человек, из них — 697 албанцев и 2 мусульманина.
Согласно переписи населения 2011 года, проведённой властями Республики Косово, в селе Бабай-Бокс проживало 595 человек: 293 мужчины и 302 женщины; 592 албанцев и 3 лица неизвестной национальности. В селе Керет проживало 6 человек: 2 мужчины и 4 женщины, все албанцы.
| Численность населения (включая Керет) | Численность населения (включая Керет) | Численность населения (включая Керет) | Численность населения (включая Керет) | Численность населения (включая Керет) | Численность населения (включая Керет) | Численность населения (включая Керет) |
| 1948                                  | 1953                                  | 1961                                  | 1971                                  | 1981                                  | 1991                                  | 2011                                  |
| ------------------------------------- | ------------------------------------- | ------------------------------------- | ------------------------------------- | ------------------------------------- | ------------------------------------- | ------------------------------------- |
| 404                                   | 423                                   | 474                                   | 575                                   | 700                                   | 742                                   | 601                                   |

## Достопримечательности
На территории села находится доисторический курган и тюрбе XVIII века.